# Villa Zuid-Afrika
Villa Zuid-Afrika was een Vlaams programma dat sinds 23 augustus 2021 werd uitgezonden op VTM2 en herhaald op VTM. Het programma vertelde de zoektocht en de aankoop van een guesthouse in Zuid-Afrika door Kathleen Aerts en haar gezin (Steven, Jay, Lewis).
Zangeres Kathleen Aerts woont sinds 2015 in Zuid-Afrika, waar ze samen met haar man Steven een succesvol reisbureau runt. Ze droomt van een guesthouse. 

## Afleveringen

### Seizoen 1
Seizoen 1 gaat over de zoektocht naar een guesthouse, de aankoop en de verbouwing. Seizoen 1 telt 5 afleveringen en werd uitgezonden op VTM2 van 23 augustus tot 20 september 2021.

### Seizoen 2
Seizoen 2 gaat over de opening van de guesthouse en het runnen. Seizoen 2 telt 9 afleveringen en werd uitgezonden op VTM2 van 15 maart tot 24 mei 2022. In aflevering 8 hertrouwt Kathleen met Steven.

### Special
Op 28 december 2021 werd er een speciale aflevering uitgezonden onder de naam Villa Zuid-Afrika - Kerst onder de evenaar.

## Trivia
- In aflevering 5 van seizoen 2 komt Regi Penxten een nacht slapen in de guesthouse.[4]
- In aflevering 3 van seizoen 1 en in aflevering 7 van seizoen 2 komt Piet Huysentruyt voor.
- In de laatste aflevering van seizoen 2 komt de zanger Christoff op bezoek.